# Schloss Hrubá Skála
Koordinaten: 50° 32′ 42″ N, 15° 11′ 39″ O

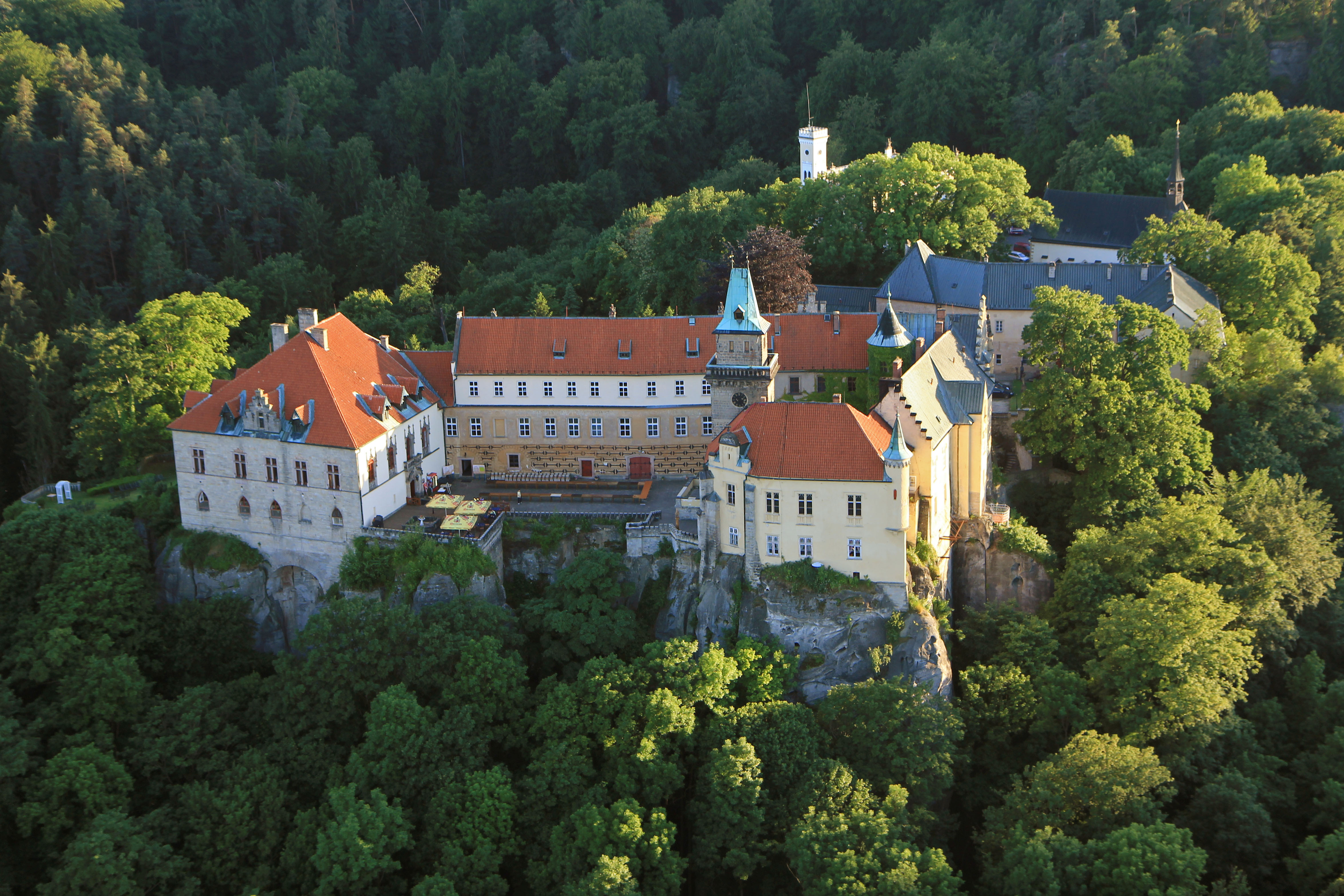
Blick auf das Schloss

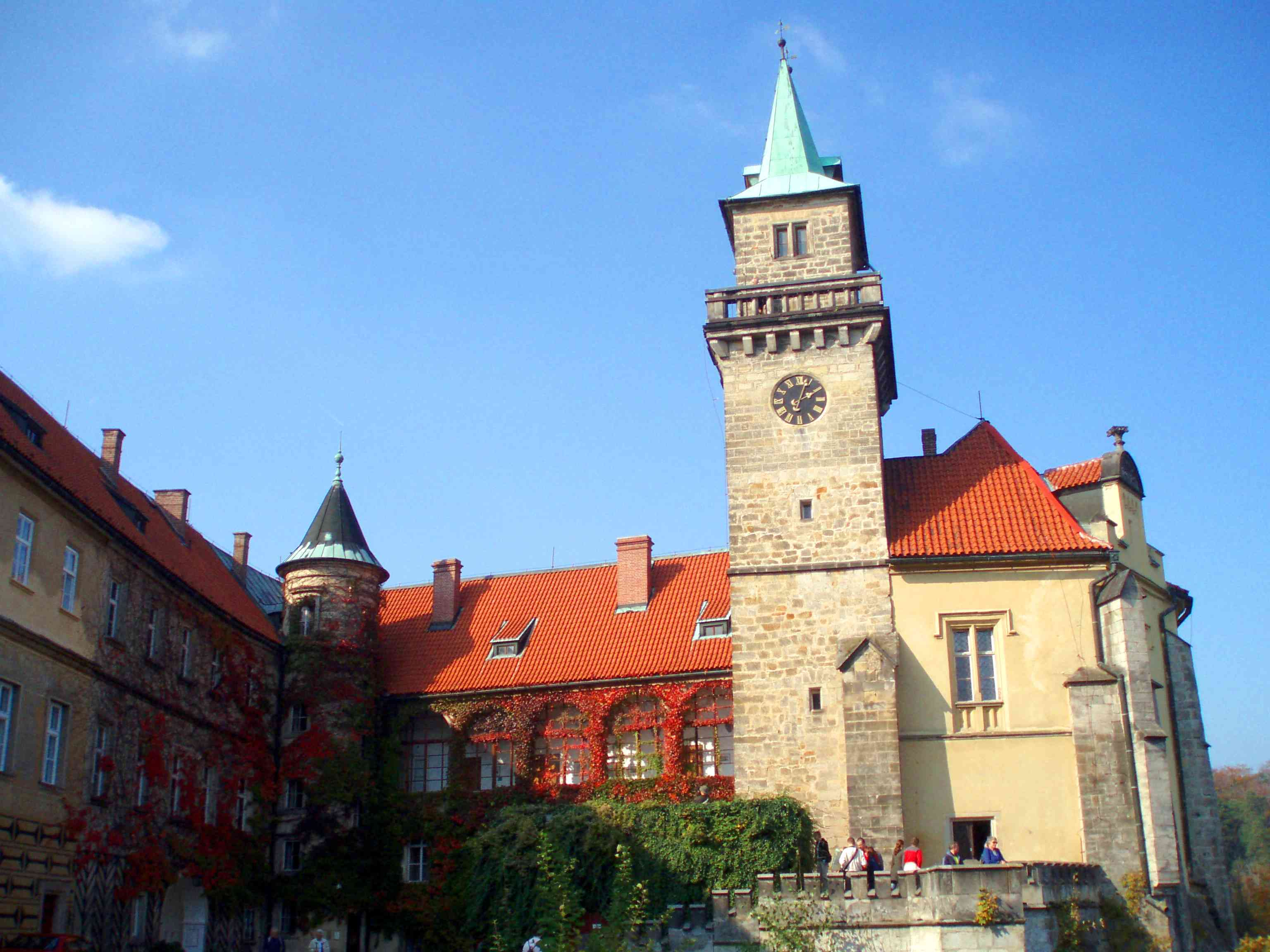
Im Schlosshof

Das Schloss Hrubá Skála (deutsch Schloss Groß-Skal) befindet sich auf einem massiven, steilen Sandsteinfelsen oberhalb des gleichnamigen Ortes Hrubá Skála im Okres Semily in Tschechien. Es liegt sechs Kilometer südöstlich von Turnov. In unmittelbarer Nähe liegt die Groß-Skaler Felsenstadt.

## Geschichte
Das Schloss Hrubá Skála entstand an der Stelle einer Burg, die erstmals 1353 erwähnt wurde, als sie im Besitz des Hynek von Waldstein war und als uneinnehmbar galt. Sie war Sitz der gleichnamigen Grundherrschaft mit wechselnden Besitzern, darunter die Herren von Hasenburg, von Pernstein und zu Anfang des 16. Jahrhunderts die Herren von Boskowitz. 1515 gelangte sie an die Smiřický von Smiřice, die die Burg in der zweiten Hälfte des 16. Jahrhunderts zu einem Renaissance-Schloss umbauen ließen. Ihr letzter Namensträger war Jindřich (Heinrich) Smiřický, der von seinem Onkel und Vormund Wenzel Eusebius von Waldstein, genannt Wallenstein auf Schloss Groß-Skal festgehalten wurde. Nach Jindřichs Tod 1630 fielen Schloss und Herrschaft Hrubá Skála an die von Waldstein. Franz Adam von Waldstein verkaufte beides 1821 an Johann Anton Lexa von Aehrenthal, dessen Enkel Alois Lexa von Aehrenthal auf Schloss Groß-Skal geboren wurde. Während dessen Herrschaft wurde das Schloss 1859 von Bernhard Grueber im Stil der Neugotik umgebaut. Es blieb im Besitz der Lexa-Aehrenthal bis zur Enteignung nach dem Ende des Zweiten Weltkriegs 1945. Danach wurde es als Erholungsheim genutzt.
Von der Burg Hrubá Skála hat sich nichts mehr erhalten. Bemerkenswert am heutigen Schloss ist ein Trakt mit Arkaden und Säulen, der mit Wandsgraffiti verziert ist. 1971 diente das Schloss es Kulisse für den tschechischen Märchenfilm Prinz Bajaja. Heute beherbergt es ein Hotel.